# Michaił Gorczakow
Michaił Dymitrowicz Gorczakow, ros. Михаил Димитрович Горчаков (ur. 8 lutego 1793, zm. 30 maja 1861 w Warszawie) – książę, generał artylerii armii Imperium Rosyjskiego, namiestnik Królestwa Polskiego w latach 1856-1861. Pochodził ze starej szlacheckiej rodziny, która swoje korzenie wywodzi od Rurykowiczów. Młodszy brat generała Piotra Gorczakowa, który uzyskał tytuł książęcy.

## Życiorys
W 1807 r. Gorczakow zaciągnął się do armii carskiej, brał udział w wojnie z Persją w 1810 r. i Francją 1812–1815, nie ominęła go również kampania przeciwko Turcji w latach 1828–1829. W 1831 r. został ranny w bitwie o Olszynkę Grochowską podczas tłumienia powstania listopadowego. Wyróżnił się w czasie bitwy pod Ostrołęką oraz w trakcie zdobywania Warszawy, za co został nagrodzony stopniem generała. W 1846 r. mianowano go gubernatorem wojskowym Warszawy. Podczas Wiosny Ludów dowodził jako szef sztabu Armii walkami przeciwko Węgrom (1849). W czasie wojny krymskiej 1853-1856 dowodził wojskami w walkach na terenie księstw naddunajskich (1853-1854), a od 24 lutego 1855 do końca roku wojskami na Krymie. Okazał się tam mało umiejętnym i mało decyzyjnym dowódcą, przegrał bitwę nad rzeką Czarną 4 sierpnia 1855. 8 września 1855 wydał rozkaz o wycofaniu z południowego Sewastopola. Później okupował m.in. Mołdawię i Wołoszczyznę.
W 1856 r. car Aleksander II nominował go na namiestnika Królestwa Polskiego.
W czerwcu 1860 r. ulice Warszawy stały się miejscem pochodów i demonstracji. Rozpoczęły się od manifestacyjnego pogrzebu generałowej Sowińskiej, wdowy po legendarnym dowódcy obrony Woli w 1831 r. Potem przyszły demonstracje w czasie październikowej konferencji władców państw zaborczych, a następnie manifestacje z okazji rocznicy wybuchu powstania listopadowego i rocznic jego kolejnych wydarzeń. Wielką popularność zyskała biżuteria patriotyczna zdobiona symbolami wyrażającymi wiarę w zmartwychwstanie umęczonej Ojczyzny. Gorczakow początkowo nie reagował na demonstracje, dopiero pod naciskiem Petersburga wysłał na ulice Warszawy policję i wojsko. Pierwszy pochód rozpędzono 25 lutego 1861, zaś dwa dni później od salwy oddanej przez kozaków do manifestantów zginęło pięć osób. Gorczakow z obawy, że kolejne starcia mogą przerodzić się w otwarte walki, wycofał wojsko z ulic i zgodził się by powołana w nocy z 27 na 28 lutego Delegacja Miejska wystosowała w imieniu społeczeństwa polskiego adres do cara. Adresu, pod którym podpisały się najznamienitsze osobistości Królestwa, car przyjąć nie chciał. Gorczakow dostrzegając niebezpieczeństwo wybuchu powstania, zataił fakt odrzucenia adresu, zgodził się na manifestacyjny pogrzeb ofiar starć lutowych, wycofał policję i wojsko z ulic, pilnowanie porządku powierzając straży obywatelskiej. 
Gorczakow wzmacniał pośpiesznie armię rosyjską stacjonującą w Królestwie, prosząc jednocześnie Petersburg o podjęcie reform, które mogłyby zapobiec wybuchowi powstania. W tym momencie na scenie politycznej pojawił się margrabia Aleksander Wielopolski, lider ugodowców, wyznający ideę pracy organicznej. Wielopolski uzyskał od Gorczakowa obietnicę przekazania mu nadzoru nad systemem edukacji, reaktywacji szkolnictwa wyższego oraz utworzenia samorządu terytorialnego w Królestwie.
Gorczakow zmarł 30 maja 1861 w Warszawie, pochowano go w Sewastopolu. Jego następca na stanowisku namiestnika Królestwa został Nikołaj Suchozanet.